# Parafia św. Stanisława Kostki w Hrubieszowie
Parafia Świętego Stanisława Kostki w Hrubieszowie – parafia rzymskokatolicka w Hrubieszowie, w dekanacie Hrubieszów-Południe. 
Parafia, najmłodsza w mieście, została erygowana w 2001. Jest prowadzona przez ojców bernardynów. Funkcję proboszcza pełni od 2023 roku o. Juliusz Chłanda OFM. 

## Zasięg parafii
Ulice: 27. Dywizji Piechoty AK, Gęsia, Górna, Kilińskiego (od nr 16 B), Kręta, Krucza, Ludna, Partyzantów, Pl. Staszica, Pogodna, Szeroka, Szewska, Targowa, Wodna, Żeromskiego (do mostu).